# Оксид ртуті(II)
Окси́д рту́ті(II), Мерку́рій(II) окси́д — неорганічна бінарна сполука складу HgO. Оксид є кристалами жовтого або червоного кольору. Зустрічається у складі мінералу монтроїдиту. Має сильнотоксичну дію.

## Поширення у природі

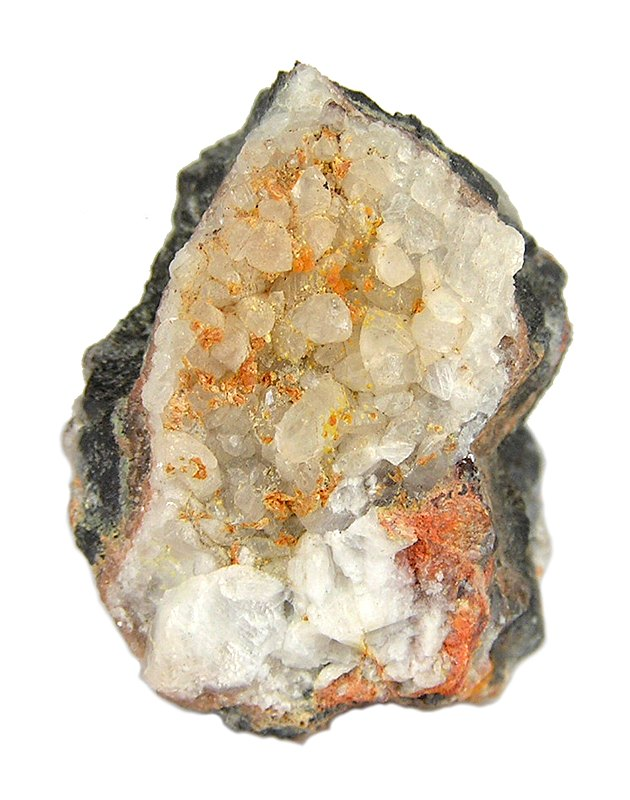
Монтроїдит з родовища у Каліфорнії

Оксид ртуті зустрічається у природі у вигляді доволі рідкісного мінералу монтроїдиту.

## Фізичні властивості
Оксид ртуті є діамагнітними кристалами жовтого або червоного кольору (в залежності від розміру часточок), які на світлі та при слабкому нагріванні темнішають, поступово розкладаючись на прості речовини. Не розчиняється у воді.

## Отримання
З огляду на малі кількості природного оксиду ртуті у надрах Землі, у промислових масштабах його добувають з інших сполук ртуті. Наприклад, окисненням ртуті при нагріванні (у присутності каталізаторів: платини або оксиду нікелю NiO) отримують червону форму HgО:
{\displaystyle \mathrm {2Hg+O_{2}{\xrightarrow {350^{o}C}}2HgO} }
Також червоний оксид утворюється в результаті термічного розкладання кисневмісних солей, наприклад, нітрату ртуті: 
{\displaystyle \mathrm {2Hg(NO_{3})_{2}{\xrightarrow {400^{o}C}}2HgO+4NO_{2}+O_{2}} }
Іншими способами є реакція взаємодії лугів із розчинами солей ртуті та гідроліз у великій кількості гарячої води:
{\displaystyle \mathrm {HgCl_{2}+2KOH\rightarrow HgO+2KCl+H_{2}O} }
{\displaystyle \mathrm {Hg(NO_{3})_{2}+H_{2}O\leftrightarrows HgO+2HNO_{3}} }
В таких реакціях утворюється жовта ртуть.

## Хімічні властивості
Оксид ртуті є відносно малостійкою сполукою, розкладається при нагріванні:
{\displaystyle \mathrm {2HgO{\xrightarrow {450-500^{o}C}}2Hg+O_{2}} }
Із водою не взаємодіє. Проявляє слабкі осно́вні властивості, реагуючи з розведеними кислотами:
{\displaystyle \mathrm {HgO+2HCl\rightarrow HgCl_{2}+H_{2}O} }
{\displaystyle \mathrm {HgO+2HNO_{3}\rightarrow Hg(NO_{3})_{2}+H_{2}O} }
HgO відновлюється воднем в присутності каталізаторів CuO та Al2O3:
{\displaystyle \mathrm {HgO+H_{2}{\xrightarrow {KAT}}Hg+H_{2}O} }
Несамовито реагує з відновниками,хлором,перекисом водню,магнієм(за високих температур),дисульфуром дихлориду,трисульфаном.
Взаємодіє з галогенами, утворюючи, в залежності від умов проведення реакції, галогенід або оксигалогеніди:
{\displaystyle \mathrm {2HgO+2F_{2}{\xrightarrow {t}}2HgF_{2}+O_{2}} }
{\displaystyle \mathrm {2HgO+2Cl_{2}\rightarrow O(HgCl)_{2}+Cl_{2}O} }
{\displaystyle \mathrm {2HgO+2Cl_{2}{\xrightarrow {t}}2HgCl_{2}+O_{2}} }
{\displaystyle \mathrm {2HgO+2Br_{2}{\xrightarrow {CCl_{4}}}O(HgBr)_{2}+Br_{2}O} }
{\displaystyle \mathrm {6HgO+6I_{2}{\xrightarrow {100^{o}C}}5HgI_{2}+Hg(IO_{3})_{2}} }
При перемішуванні оксиду ртуті з гідроксидом амонію, утворюються дрібні жовті кристали, які мають назву «основа Міллона»:
{\displaystyle \mathrm {2HgO+NH_{4}OH{\xrightarrow {}}(HOHg)_{2}NH_{2}OH} }
Вибухові речовини можуть сформуватись внаслідок реакцій з металами,сульфуром та фосфором.

## Структура

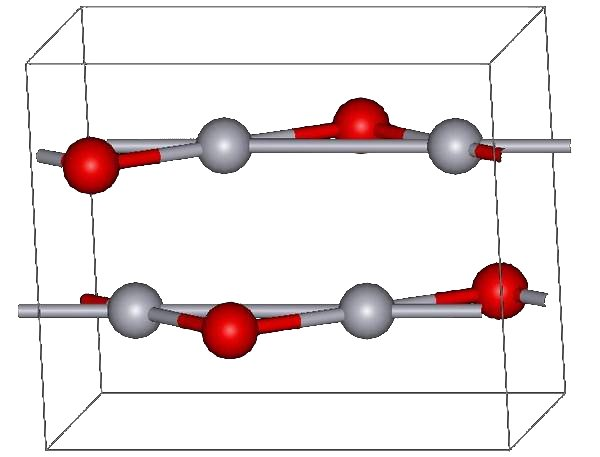
Монтройдит

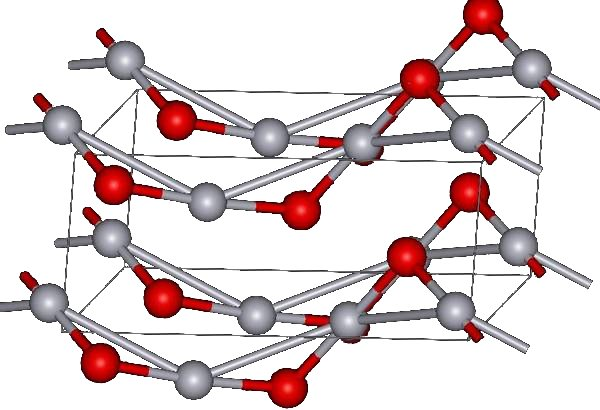
Структура,яку іноді називають кіноваром

За умов атмосферного тиску, цей оксид має дві форми різних кольорів. Різні кольори оксиду можна пояснити різним розміром частинок,обидві форми мають зигзагоподібні ланцюжки з кутом 107°. Ці дві форми мають різні сингонії: ортогональну, гексагональну. Форма з ортогональною сингонією зветься монтройдитом. Гексагональну форму іноді називають кіноваром через схожість структур, але ця назва є хибною, оскільки кіновар має відмінний склад. За тиску більше 10 ГРа обидві структури перетворюються на тетрагональну форму. 

## Токсичність

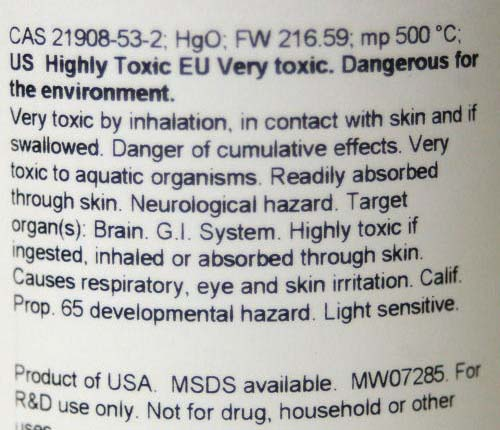
Застереження про токсичність на упаковці HgO

Як і всі сполуки ртуті, оксид має токсичну дію. Потрапляючи до організму людини через шкіру або дихальні шляхи, він може викликати нудоту, діарею, ураження нервової системи.
Випаруваннями за температури 20°С можна нехтувати. Оксид починає розпадатись за дії світла або при нагріванні до 500°С. Нагрівання, що неважко передбачити, розкладає оксид на меркурій та оксиген. Пам'ятайте про токсичність випарів ртуті!